# Competitievoetbal in Wales
Het competitievoetbal in Wales bestaat uit een groot aantal voetbalcompetities waarin clubs kunnen promoveren en degraderen.

## Structuur
Alleen op het hoogste niveau, de League of Wales, wordt echt nationaal voetbal gespeeld. Alle lagere competities bestaan uit bepaalde gebieden in Wales. Het zuiden van het land wordt vertegenwoordigd door de Welsh Football League en het noorden en centrum door de Cymru Alliance. De kampioenen van beide competities kunnen promotie afdwingen naar het hoogste niveau, ware het niet dat ze wel moeten beschikken over goede faciliteiten. Is dat niet het geval dan maakt de nummer twee kans op promotie.

### Noordelijke competities
In het noorden van Wales bestaat de Cymru Alliance uit één divisie. De clubs voor deze competitie worden geleverd uit drie regionale competities. Namelijk de Mid Wales League (waarin de regio's Brecknockshire, Radnorshire, Montgomershire en Cardiganshire worden vertegenwoordigd), de Welsh Alliance (bestaande uit clubs uit Clwyd en Gwynedd) en Welsh National League (Wrexham Area) (bestaand uit de regio Wrexham). Ook hierbij geldt dat de kampioenen en nummers twee kunnen promoveren naar de Cymru Alliance, afhankelijk van de kwaliteit van de faciliteiten. Onder de drie eerdergenoemde divisies bevinden zich nog meer competities, die op een nog lokaler niveau gespeeld worden. In het centrale deel van Wales zijn er vier competities, waaruit clubs kunnen promoveren naar de Mid Wales League. Onder de Welsh Alliance treffen we twee competities, te weten de Gwynedd League en de Clwyd League. Ten slotte wordt de competitie in de Wrexham Area gevoed door een tweetal divisies.

### Zuidelijke competities
In het zuiden heeft de Welsh Football League te maken met drie lagere divisies, die het gehele geografische zuiden van het land beslaan. Promotie en degradatie werkt hier hetzelfde als in het noorden, waarnaast er drie verschillende voetbalbonden zijn die hier toezicht op houden (Gwent FA, South Wales FA en West Wales FA). Elke van deze kan 1 team laten promoveren naar de Welsh Football League. Voor de competitie van Gwent FA is dit niet zo moeilijk, aangezien die maar uit 1 competitie bestaat, waardoor de kampioen of de runner-up de beschikbare plaats krijgt. In de South Wales FA ligt het iets gecompliceerder, omdat daar twee hoge competities zijn die beide als even belangrijk worden aangeschreven. Het gaat hier om de South Wales Senior League en de South Wales Amateur League. Als oplossing hiervoor wordt er meestal een play-off wedstrijd gespeeld tussen de twee kampioenen. Beneden die twee competities zijn er lokale competities, waarvan de bond bepaalt in welke van de twee hoogste divisies ze terechtkomen. De West Wales FA is het enige niveau waar geen bovenste competitie gevonden kan worden. Dit betekent dat de winnaars van de vier lokale kampioenschappen (Pembrokeshire, Carmarthenshire, Swansea en Neath) in play-offs moeten vechten voor promotie.

## Overzicht van het huidige systeem
Iedere divisie heeft z'n eigen sponsor. Hierdoor komt het voor dat sommige competities een compleet afwijkende sponsornaam heeft, die niets te maken heeft met de eigenlijke naam.
| Niveau | Competitie(s)/Divisie(s)                                                     | Competitie(s)/Divisie(s)                                                     | Competitie(s)/Divisie(s)                                                     | Competitie(s)/Divisie(s)                                                     | Competitie(s)/Divisie(s)                                                                | Competitie(s)/Divisie(s)                                                                | Competitie(s)/Divisie(s)                                                     | Competitie(s)/Divisie(s)                                                     | Competitie(s)/Divisie(s)                                                          | Competitie(s)/Divisie(s)                                                                           | Competitie(s)/Divisie(s)                                                          | Competitie(s)/Divisie(s)                                                     | Competitie(s)/Divisie(s)                                                                | Competitie(s)/Divisie(s)                                                                | Competitie(s)/Divisie(s)                                                                | Competitie(s)/Divisie(s)                                                                | Competitie(s)/Divisie(s)                                                                | Competitie(s)/Divisie(s)                                                                | Competitie(s)/Divisie(s)                                                                | Competitie(s)/Divisie(s)                                                                | Competitie(s)/Divisie(s)                                                                | Competitie(s)/Divisie(s)                                                                | Competitie(s)/Divisie(s)                                                                | Competitie(s)/Divisie(s)                                                                |
| 1      | League of Wales (Vauxhall Masterfit Retailers Welsh Premier League) 18 clubs | League of Wales (Vauxhall Masterfit Retailers Welsh Premier League) 18 clubs | League of Wales (Vauxhall Masterfit Retailers Welsh Premier League) 18 clubs | League of Wales (Vauxhall Masterfit Retailers Welsh Premier League) 18 clubs | League of Wales (Vauxhall Masterfit Retailers Welsh Premier League) 18 clubs            | League of Wales (Vauxhall Masterfit Retailers Welsh Premier League) 18 clubs            | League of Wales (Vauxhall Masterfit Retailers Welsh Premier League) 18 clubs | League of Wales (Vauxhall Masterfit Retailers Welsh Premier League) 18 clubs | League of Wales (Vauxhall Masterfit Retailers Welsh Premier League) 18 clubs      | League of Wales (Vauxhall Masterfit Retailers Welsh Premier League) 18 clubs                       | League of Wales (Vauxhall Masterfit Retailers Welsh Premier League) 18 clubs      | League of Wales (Vauxhall Masterfit Retailers Welsh Premier League) 18 clubs | League of Wales (Vauxhall Masterfit Retailers Welsh Premier League) 18 clubs            | League of Wales (Vauxhall Masterfit Retailers Welsh Premier League) 18 clubs            | League of Wales (Vauxhall Masterfit Retailers Welsh Premier League) 18 clubs            | League of Wales (Vauxhall Masterfit Retailers Welsh Premier League) 18 clubs            | League of Wales (Vauxhall Masterfit Retailers Welsh Premier League) 18 clubs            | League of Wales (Vauxhall Masterfit Retailers Welsh Premier League) 18 clubs            | League of Wales (Vauxhall Masterfit Retailers Welsh Premier League) 18 clubs            | League of Wales (Vauxhall Masterfit Retailers Welsh Premier League) 18 clubs            | League of Wales (Vauxhall Masterfit Retailers Welsh Premier League) 18 clubs            | League of Wales (Vauxhall Masterfit Retailers Welsh Premier League) 18 clubs            | League of Wales (Vauxhall Masterfit Retailers Welsh Premier League) 18 clubs            | League of Wales (Vauxhall Masterfit Retailers Welsh Premier League) 18 clubs            |
| 2      | Cymru Alliance (Hughes Gray Fitlock Cymru Alliance) 17 clubs                 | Cymru Alliance (Hughes Gray Fitlock Cymru Alliance) 17 clubs                 | Cymru Alliance (Hughes Gray Fitlock Cymru Alliance) 17 clubs                 | Cymru Alliance (Hughes Gray Fitlock Cymru Alliance) 17 clubs                 | Cymru Alliance (Hughes Gray Fitlock Cymru Alliance) 17 clubs                            | Cymru Alliance (Hughes Gray Fitlock Cymru Alliance) 17 clubs                            | Cymru Alliance (Hughes Gray Fitlock Cymru Alliance) 17 clubs                 | Cymru Alliance (Hughes Gray Fitlock Cymru Alliance) 17 clubs                 | Cymru Alliance (Hughes Gray Fitlock Cymru Alliance) 17 clubs                      | Cymru Alliance (Hughes Gray Fitlock Cymru Alliance) 17 clubs                                       | Cymru Alliance (Hughes Gray Fitlock Cymru Alliance) 17 clubs                      | Cymru Alliance (Hughes Gray Fitlock Cymru Alliance) 17 clubs                 | Welsh Football League First Division (CC Sports Welsh League First Division) 18 clubs   | Welsh Football League First Division (CC Sports Welsh League First Division) 18 clubs   | Welsh Football League First Division (CC Sports Welsh League First Division) 18 clubs   | Welsh Football League First Division (CC Sports Welsh League First Division) 18 clubs   | Welsh Football League First Division (CC Sports Welsh League First Division) 18 clubs   | Welsh Football League First Division (CC Sports Welsh League First Division) 18 clubs   | Welsh Football League First Division (CC Sports Welsh League First Division) 18 clubs   | Welsh Football League First Division (CC Sports Welsh League First Division) 18 clubs   | Welsh Football League First Division (CC Sports Welsh League First Division) 18 clubs   | Welsh Football League First Division (CC Sports Welsh League First Division) 18 clubs   | Welsh Football League First Division (CC Sports Welsh League First Division) 18 clubs   | Welsh Football League First Division (CC Sports Welsh League First Division) 18 clubs   |
| 3      | Welsh National League (Wrexham Area) Premier Division 14 clubs               | Welsh National League (Wrexham Area) Premier Division 14 clubs               | Welsh National League (Wrexham Area) Premier Division 14 clubs               | Welsh National League (Wrexham Area) Premier Division 14 clubs               | Welsh Alliance (Tyn Lon Volvo Welsh Alliance) ?? clubs                                  | Welsh Alliance (Tyn Lon Volvo Welsh Alliance) ?? clubs                                  | Welsh Alliance (Tyn Lon Volvo Welsh Alliance) ?? clubs                       | Welsh Alliance (Tyn Lon Volvo Welsh Alliance) ?? clubs                       | Mid Wales League (Spar Mid Wales League) ?? clubs                                 | Mid Wales League (Spar Mid Wales League) ?? clubs                                                  | Mid Wales League (Spar Mid Wales League) ?? clubs                                 | Mid Wales League (Spar Mid Wales League) ?? clubs                            | Welsh Football League Second Division (CC Sports Welsh League Second Division) 18 clubs | Welsh Football League Second Division (CC Sports Welsh League Second Division) 18 clubs | Welsh Football League Second Division (CC Sports Welsh League Second Division) 18 clubs | Welsh Football League Second Division (CC Sports Welsh League Second Division) 18 clubs | Welsh Football League Second Division (CC Sports Welsh League Second Division) 18 clubs | Welsh Football League Second Division (CC Sports Welsh League Second Division) 18 clubs | Welsh Football League Second Division (CC Sports Welsh League Second Division) 18 clubs | Welsh Football League Second Division (CC Sports Welsh League Second Division) 18 clubs | Welsh Football League Second Division (CC Sports Welsh League Second Division) 18 clubs | Welsh Football League Second Division (CC Sports Welsh League Second Division) 18 clubs | Welsh Football League Second Division (CC Sports Welsh League Second Division) 18 clubs | Welsh Football League Second Division (CC Sports Welsh League Second Division) 18 clubs |
| 4      | Welsh National League (Wrexham Area) First Division 14 clubs                 | Welsh National League (Wrexham Area) First Division 14 clubs                 | Welsh National League (Wrexham Area) First Division 14 clubs                 | Welsh National League (Wrexham Area) First Division 14 clubs                 | Gwynedd League Premier Division (Silver Star Holidays League Premier Division) ?? clubs | Gwynedd League Premier Division (Silver Star Holidays League Premier Division) ?? clubs | Clwyd League premier Division ?? clubs                                       | Clwyd League premier Division ?? clubs                                       | Aberystwyth League First Division (Cambrian Tyres League First Division) ?? clubs | Montgomeryshire League First Division (JT Hughes Montgomeryshire League Premier Division) ?? clubs | Cardiganshire League First Division (L'Hirondelle League First Division) ?? clubs | Mid Wales South League (Castle Carv League) ?? clubs                         | Welsh Football League Third Division (CC Sports Welsh League Third Division) 18 clubs   | Welsh Football League Third Division (CC Sports Welsh League Third Division) 18 clubs   | Welsh Football League Third Division (CC Sports Welsh League Third Division) 18 clubs   | Welsh Football League Third Division (CC Sports Welsh League Third Division) 18 clubs   | Welsh Football League Third Division (CC Sports Welsh League Third Division) 18 clubs   | Welsh Football League Third Division (CC Sports Welsh League Third Division) 18 clubs   | Welsh Football League Third Division (CC Sports Welsh League Third Division) 18 clubs   | Welsh Football League Third Division (CC Sports Welsh League Third Division) 18 clubs   | Welsh Football League Third Division (CC Sports Welsh League Third Division) 18 clubs   | Welsh Football League Third Division (CC Sports Welsh League Third Division) 18 clubs   | Welsh Football League Third Division (CC Sports Welsh League Third Division) 18 clubs   | Welsh Football League Third Division (CC Sports Welsh League Third Division) 18 clubs   |
| 5-11   | Een grote hoeveelheid regionale competities                                  | Een grote hoeveelheid regionale competities                                  | Een grote hoeveelheid regionale competities                                  | Een grote hoeveelheid regionale competities                                  | Een grote hoeveelheid regionale competities                                             | Een grote hoeveelheid regionale competities                                             | Een grote hoeveelheid regionale competities                                  | Een grote hoeveelheid regionale competities                                  | Een grote hoeveelheid regionale competities                                       | Een grote hoeveelheid regionale competities                                                        | Een grote hoeveelheid regionale competities                                       | Een grote hoeveelheid regionale competities                                  | Een grote hoeveelheid regionale competities                                             | Een grote hoeveelheid regionale competities                                             | Een grote hoeveelheid regionale competities                                             | Een grote hoeveelheid regionale competities                                             | Een grote hoeveelheid regionale competities                                             | Een grote hoeveelheid regionale competities                                             | Een grote hoeveelheid regionale competities                                             | Een grote hoeveelheid regionale competities                                             | Een grote hoeveelheid regionale competities                                             | Een grote hoeveelheid regionale competities                                             | Een grote hoeveelheid regionale competities                                             | Een grote hoeveelheid regionale competities                                             |